# ティーフリング
ティーフリング(Tiefling)は、テーブルトークRPG『ダンジョンズ&ドラゴンズ』（D&D）に登場する、太古にフィーンド(デヴィルやデーモンといった地獄由来のモンスター)と混血をした人間もしくは人型種族たちの子孫たる人間種族である。彼らはD&D第4版ではPC用種族として『プレイヤー・ハンドブック』にエントリーされた。D&Dと近い存在であるパスファインダーRPGでも使用可能である。
ティーフリングは善の来訪者であるセレスチャルと血縁を持った人間との末裔たるアアシマールとは対の立場であり、両者を併せて“プレインタッチト”(planetouched／次元界の影響を受けた者)と呼ばれている。また、ティーフリングはハーフ・フィーンド(カンビオン)のような直接的な混血児や、エリニュスやサキュバス、インキュブスといった人間に近しい外見のフィーンドとしばしば混同される。

## 掲載の経緯

### AD&D 第2版(1989-1999年)
ティーフリングが初めて登場したのは、『アドバンスト・ダンジョンズ&ドラゴンズ』（AD&D）の第2版、プレーンスケープ 世界を扱った『Planescape Campaign Setting』(1994、未訳)で、『Planescape Monstrous Compendium Appendix』(1994、未訳)、『Planewalker's Handbook』(1996、未訳)にも登場した。

### D&D 第3版(2000-2002年)、D&D 第3.5版(2003-2007年)
D&D第3版では『モンスターマニュアル』(2000)にてアアシマールとともにブレインタッチトとして登場し、3.5版でも改訂版『モンスターマニュアル』(2005)に並んで登場した。
秘術呪文を扱ったサプリメント、『Unearthed Arcana』(2004、未訳)ではティーフリング・パラゴン(Tiefling paragon)が紹介された。
また、『Planar Handbook』(2004、未訳)と『Races of Destiny』(2004、邦題『運命の種族』)ではPC用種族として紹介された。
フォーゴトン・レルム世界を扱った『Forgotten Realms Campaign Setting』(2001、邦題『フォーゴトン・レルム・ワールドガイド』)でPC用種族として登場し、その後、『Races of Faerûn』(2003、未訳)、『Player's Guide to Faerûn』(2004、邦題『フェイルーン・プレイヤーズ・ガイド』)にも登場している。『Monstrous Compendium: Monsters of Faerûn』(2001、邦題『フェイルーンのモンスター』) では、エルフとフィーンドの末裔たるフェイリ(Fey'ri)と、オークとフィーンドの末裔たるタナラック(Tanna'ruk)が登場した。

### D&D 第4版(2008-)
D&D第4版では『プレイヤーズ・ハンドブック』(2008)に基本のPC用種族として登場している。またティーフリング向け上級クラスとして『武勇の書』(2009)ではティーフリング・ウォーフィーンド(Tiefling Warfiend／ティーフリングの悪魔戦士)、『プレイヤーズ・ハンドブックⅡ』(2009)ではトゥラシ・ハイボーン(Turathi Highborn／トゥラス名家の裔)が紹介された。
また、『Player's Handbook Races: Tiefling』(2010、未訳)ではティーフリングの詳細な設定や新たな特技などが紹介された。
エッセンシャルズでは、『Heroes of the Forgotten Kingdoms』(2012、邦題『ヒーローズ・オブ・フフォーゴトン・キングダムズ　忘れられた王国の勇者』)に登場している。
モンスターとしては、『モンスター・マニュアル』(2008)に以下の個体が登場した。
- ティーフリングの異端者／Tiefling Heretic
- ティーフリングの闇の剣士／Tiefling Darkblade

また、エッセンシャルズのモンスター集、『Monster Vault』(2010、未訳)では以下の個体が追加された。
- ティーフリングの怒り狂う女／Tiefling Fury
- ティーフリングのオカルティスト／Tiefling Occultist

### D&D 第5版(2014-)
D&D第5版でも、『プレイヤーズ・ハンドブック』(2014)に基本のPC用種族として登場している。2015年10月に発売されたフォーゴトン・レルムのコンピュータゲーム、『Sword Coast Legends』を遊ぶ『Sword Coast Adventure Guide』(2015、邦題『ソード・コースト・冒険者ガイド』)にもティーフリングのバードが登場している。

## D&D以外のテーブルトークRPG

### パスファインダーRPG
パスファインダーRPGにてティーフリングは『Bestiary 1』(2009、未訳)に登場している。『Advanced Race Guide』(2013、未訳)ではプレイヤー種族として登場している。2eでも『Bestiary』(2019、未訳)にアデプトとして登場したり『Advanced Player's Guide』(2020、未訳)でプレイヤー種族多重出自(Versatile Heritage)として登場、エルフやストリックスのティーフリングもできるようになっている。

## 肉体的な特徴
ティーフリングの外見は概ね人間と変わらないが、誰もがフィーンドらしい特徴を1つは持っている。それは小さな角、赤く光る瞳、鋭い歯、硫黄を思わせる体臭といったものから、爬虫類めいた尻尾、ひづめのある足といったものまである。まったく同じ特徴を持ったティーフリングは2人といない。
第4版ではさらに細かい種族の特徴が設定され、ある程度は共通の外見を持つようになった。額から伸びる角は大きくなり、長さ4～5フィート(約120cm～150cm)ほどの太い尻尾が生えているが、この尻尾で物をつかむような芸当はできない。歯は鋭く、瞳の色は黒、白、赤、銀、あるいは金一色の個体もいる。肌の色は人間のものに加え、血色のよい褐色からレンガ色まで赤茶色系の肌を持つ者もいる。髪の色も人間のものに加えて、紺色や赤、あるいは紫まである。

### インファーナル・ラス
ティーフリングに流れるフィーンドの影響力は精神にまで及び、その奥底には未だに地獄の業火が渦巻いている。第4版のティーフリングは同名の特技を所得しており、一度攻撃した相手への攻撃判定やダメージにボーナスがつく。また、火に対する抵抗力がある程度備わっている。

## ティーフリングの起源
第4版『プレイヤーズ・ハンドブック』にはフォーゴトン・レルムにおけるティーフリングの起源が記されている。
ティーフリングの起源は数百年前、かつて世界の半分を支配し隆盛していたバイル・トゥラス帝国(Bael Turath)の貴族たちが九層地獄バートルのアーク・デヴィルと契約を交わし、その力で帝国を支配していたことから始まる。この邪悪なティーフリングの始祖たちによる帝国は竜人種族、ドラゴンボーンの帝国・アルコシア(Arkhosia)と戦争になり、破滅戦争(War of Ruin)と呼ばれる数十年の戦いによって両国は衰退していった。ティーフリングは彼ら地獄の諸侯と取引した貴族たちの子孫である。
『Player's Handbook Races: Tiefling』では彼ら貴族の一例が紹介されている。彼ら名家の末裔を自称するティーフリングは多い。
- “破壊者の一族”アケズリエル家(Achazuriel,The destroyer's house)／一族ではなく、破滅戦争でバイル・トゥラス軍を率いた女将軍の名である。彼女はアルコシアの要塞にトンネルを掘って攻めたが、突入時に要塞が崩落し両軍ともに壊滅した。
- “血塗られし一族”ケウリー家(Kahlir, House of blood)／吸血鬼として知られた一族。吸血鬼の女性と子を成し、母親の血で育つといった忌まわしい逸話がある。
- “愛の一族”ドレイグ家(Dreygu,House of love)／歓楽都市カロウサル(Carousal)を支配してたドレイグ家とカウネボー家(Kahnebor)は険悪だったが、両家の子、イヴァニア(Ivania)とヴォルノ(Vorno)が恋に落ち、幾多の妨害にもめげず都市の支配者になることで成就させた。だが、その後ヴォルノが死に、都市は大嵐で壊滅した。
- “饗宴の一族”カウネボー家(Kahnebor,House of feating)／ヴォルノが都市を支配し一族を粛清するまで、カウネボー家は放蕩と猟食ぶり、そして少女略取で悪名高かった。現在、カウネボー家を名乗る者は少なく、「お前はカウネボーのテーブル・マナーでもしてろ」はティーフリングの間でも最大の侮辱の言葉である。
- “赤き一族”ザニファー家(Zannifer,The red house)／返り血で赤く染まった服を着た賊に襲われ印章付き指輪を奪われた一族。被害者、もしくは賊の末裔を自称するティーフリングは赤き服をまとう。中でも直系の子孫は犯罪者を殺し続けないと血のような汗をかくという呪いを受けているという。
- “氷と炎の一族”ゾルフュラ家(Zolfura,House of ice and fire)／原始の精霊の力を宿した一族。その力が彼らの都市を破壊したとも、都市を破壊した力の犠牲者であるとも噂された。原始の精霊の力を持つティーフリングがこの一族の末裔を称する。

## 社会
かつて邪悪なフィーンドと契約を交わした者の子孫たるティーフリングは世界のどこでも爪弾きにされている。彼らの多くは、すでにフィーンドとの縁は薄く、その影響力に束縛されることはない。それにも関わらず、ほとんどの種族は彼らは本質的に悪であるという言われなき先入観に囚われ、彼らを拒絶する。その嫌われ具合はあらゆる次元界と繋がっている国境の街シギルですら、「文句があるならティーフリングに言え」、「ティーフリングと決して賭け事するな」、「ティーフリングがやらなかったのは、もう時間が残されてなかったのさ」などといったティーフリングを冷たくあしらうことわざがある。そのため、ティーフリングの多くが人目のつかない裏社会で育つことを余儀なくされる。生後ずっと偏見と迫害に遭う環境は彼らが善と友愛ある社会に順応することを妨げている。裏社会で生き残るために狡猾、冷酷な気性を養っていったティーフリングは盗賊、スパイ、密輸人などのいかがわしい商売に手を染める。
ティーフリングはアアシマールなど他のプレインタッチトと等しく、個体数は決して多くはない。彼らが集団でいることは稀だし、その集団が表社会に知られることは尚更ない。デヴィルの影響下にあるような悪徳蔓延る都市などではその血が悪名として評判を呼ぶかもしれないが、悪への誘惑がより強くなることでもある。
世評的にティーフリングは陰険でずる賢く、信用の置けない連中であり、裏社会で悪党として暮らす者は大抵がそのような連中である。多くのティーフリングは際限なき偏見と立ち向かうことに倦み、他人を信用せず独力で生きることを望む。自らの環境を変えようと志を持ったティーフリングが進む道は2つあり、1つは尚も善行を積み、そうでなくとも邪悪な危険人物ではないよう心がけ、社会の偏見に立ち向かおうとする者、もう1つは富や権力、何よりも力を身につけ偏見を抱く者たちの上に君臨しようとする者たちである。
PCであるティーフリングは数少ない善行の道を選んだ者たちが多い。悪ではない者たちでも他者への警戒心は中々解けないが、真に信頼たりえる仲間だと証明できた者たちに心打ち解けたティーフリングは誠実で信頼のおける仲間であり、生涯の友になり得る。
一方、権力を志す者がフィーンドの影響力を欲することは珍しいことではなく、堕落した彼らにフィーンドは喜んで助力を申し出る。そうして先祖返りしたティーフリングの中には進んでその身をフィーンドに捧げ、カンビオンを産む者すらいる。
いずれにせよ、自らの居場所は自らの手で作るしかないティーフリングは恐れ知らずで野心的な活動家である。牧歌的な生活は好まず、名声であろうと悪名であろうと果敢に追求していく。
ティーフリングは生まれ育った世界の言葉、多くは共通語を話せるが、生来フィーンドの言語である地獄語を理解できる。自らにフィーンドの血が流れていることを知らずに子を成した親は、産まれたばかりの乳児が何の教育もなしに地獄語をつぶやくのを目の当たりにしてティーフリングを産んだことに恐れおののく。
ティーフリングは生肉から血、骨、髄まで食べるのを好み、鯨の脂肪や軟骨、焼いた昆虫といった悪食をして周りをぞっとさせることすらする。また、彼らは煮汁、油、硫黄、それに火酒を混ぜた奇妙な飲み物を好むが、シギルのようにそれが入手できるような場所でないならば、どこの酒場でもある酒を飲む。何も食べるものがない環境では、灰や石炭を食べて飢えを凌ぐこともできる。
バイル・トゥラス帝国の末裔たる第4版ティーフリングは往事の帝国をしのばせる、色は暗い色や赤で、皮革や光沢のある毛皮に、小さな棘や留め具がついた古風なデザインの衣裳、装具を用いている。
ティーフリングは人間と同じような名前を授かるが、両親が邪悪だった場合は地獄を連想する不吉な名前がつけられる。裏社会で生きていくために幾つかの偽名を使い分ける者も多い。第4版ではパイル・トゥラス風の古風な名前の他に、アイデアル(理想)、ラッドネス(喜び)、ホープ(希望)といった高貴な理想、あるいはトーメント(苦痛)、ソロウ(悲しみ)、フィアー(恐怖)など内なる試練を体現したような1つの概念を名前にする者も多い。

## 信仰
誰にも頼ることなく生きているティーフリングは信仰の力に頼ることは少なく、クレリックやパラディンといった信仰の道を目指す者は決して多くはない。それでも彼らが信仰する神は様々である。悪の神々を崇拝する場合は、ヘクストア、ネルル、ウィージャスといった闇と地獄の神を崇拝する。だが、多くの一般人はティーフリングはデヴィルやデーモンを崇拝しているものと信じており、事実己の血の為すがままに悪魔の軍門に降った者はフィーンドを信仰している。

## 亜種
ティーフリングは太古に人間以外の種族との間とも混血した亜種がいる。彼らはフォーゴトン・レルム準拠のモンスターである。

### フェイリ
フェイリは第4版ではエラドリンに分類された高貴なるエルフ、ゴールド・エルフ(もしくはサン・エルフ)とデーモンとの混血種で、かつて数千年前、“創建の時代”に栄えたゴールド・エルフの王国・シリュヴァネード(Silvanade)の下級貴族たちがフェイリの先祖である。シリュヴァネードはデーモンと契約したがために討伐され、この地に逃れたハーフフィーンドのエルフ一族、ドラードラゲス家(Dlardrageth)に支配された。この事態に隣国、“高森”(High Forests)のシャーヴン(Sharrven)とエアラン(Eaerlann)を領していた勇敢なムーン・エルフはシリュヴァネードを攻撃、滅亡させた。だが、落ち延びたシリュヴァネードの3つの貴族家が新たにデーモンと交配し、フェイリの始祖となった。数世紀後、大量のモンスターを率いたフェイリの軍団がシャーヴンを滅亡させた。
時代は進み、すで人間たちの時代の頃、フェイリはデーモンを信奉する魔術師の招来に応え、デヴィルが支配するアスカルホーン(Ascalhorn)の要塞を攻撃した。だが、要塞陥落後の混乱の最中、フェイリはエアランのエルフによって、かつてドラードラゲス家が建立した城塞に封印された。だが、さらに時代が進み、アスカルホーンの跡地にデーモンが建てたヘルゲート・キープ城塞が破壊された折に復活し、ドラードラゲス家の生き残りとともに北部地域を脅かさんとしている。
フェイリはゴールド・エルフのように背が高く、肌は青銅色、髪は赤銅色、赤、もしくはゴールド・エルフと同じ金色である。彼らもまたフィーンドの特性が色濃く、身体を覆う細かい鱗、蝙蝠のような羽根、先の尖った長い尻尾、そして燃えるような赤い瞳を有している。
フェイリはエルフとの混血なので、睡眠魔法や心理魔法への耐性、夜目などエルフの特性を有しており、これにデーモンの特性が加味される。
さらに時代が進んだ第4版フォーゴトン・レルムには未登場で、その痕跡はない。
※と思われたが『D&D Encounters01, Undermontain: Halasters Lost Apprentice』においてNPCが登場する。

### タナラック
タナラックはフェイリが封印された後、デーモンたちがヘルゲート・キープの守護兵としてオークとの間に生産した混血種で、その後数世紀の間に自分たち同士、あるいはオークとの繁殖によって新たな種族として確立した。
タナラックの身長は4.5フィート(約137cm)、体重は200ポンド(約90kg)ほどのずんぐりした猫背の体格をしている。頭部にはぼさぼさの髪が伸び、所々に斑点がある灰緑から灰褐色の肌にも剛毛が伸びている。額には角か鱗の畝があり、瞳は赤く光っている。口元は下あごが大きく飛び出し、その歯は剃刀のように鋭い。
タナラックの中には成人の儀式の際につけた傷跡がある者もいる。彼らの皮膚は硬く、それ故に鎧はまとわない。
タナラックは特殊能力として、自然にある炎の明るさを自在に調節できる力がある。
第4版『モンスターマニュアルⅢ』(2010)でタナラックは再デザインされており、以下の個体が登場している。
- タナラックの略奪者／Tanarukk Marauder
- タナラックの鋼鉄戦士／Tanarukk Steel Warrior
- タナラックの“炎と語らう者”／Tanarukk Flame Speaker

第4版でのタナラックは自ら繁殖することをせず、デーモン・ロードや邪悪な魔術師が秘術によって何十体ものタナラックを製造したものである。彼らは創造主たるデーモン・ロードや魔術師たちに服従を叩き込まれた後、彼らの支配下に置かれる。デーモン・ロードでもとりわけバフォメットは好んでタナラックを量産する。
タナラックの中には主の制御から解かれた者たちが部族を作り放浪する者もいる。彼らは傭兵として、財宝や殺戮と略奪をする機会を与えてくれる者には誰であろうと仕える。
D&D第5版では『Volo's Guide to Monsters』(2016、未訳)にオークの一種として登場している。

## D&D世界でのティーフリング

### フォーゴトン・レルムでのティーフリング
フォーゴトン・レルムではデーモン、デヴィル双方が各地で人間種族と交わり、その子孫はフェイルーンの各地にいる。西ハートランズ周辺には長年九層地獄とのポータル(門)が開いていたドラゴンスピア城の周辺でデヴィル由来のティーフリングがいる。また、シルヴァー・マーチにはヘルゲート・キープがある関係からデーモンとの混血種たるティーフリングがいる。この地にはフェイリの拠点となったデリンビーア谷もある。また、過去にデーモンが招来されたインビルダーにもティーフリングが確認されている。
第4版でも彼らはフェイルーン各地にいる。かつては邪悪なるものの巣窟だったサーイにいたティーフリングが、今は長年サーイの脅威にさらされ続けたアグラロンドに流れてきている。アグラロンドの民は嫌々ながらも彼らを受け入れ、今やアンデッドの地となったサーイからの防衛をしている。

### エベロンでのティーフリング
エベロンにおけるティーフリングはサーロナ大陸のオー・カルーンで栄えたとある一族からなる。この血統は秘術魔法に傾倒し、知識や力、そして不死性を求めるあまりデヴィルと契約しその血を受け入れた。やがて禁断の魔法に手を染めたことがエベロンを影から支配する種族、インスパイアドに知られ、この一族は処断されたが、逃げ延びた者たちがティーフリングの先祖となった。

### プレーンスケープでのティーフリング
プレーンスケープにおけるティーフリングは、他の世界とは違いフィーンドとの関連性については触れられず、謎に満ちたプレインタッチトという扱いである。だが、彼らが世間から偏見を持たれていることなど、その他の要素は他のティーフリングと一緒である。

## コンピュータゲームでのティーフリング
D&D世界を軸とした、『プレーンスケープ トーメント』、『Neverwinter』、『Sword Coast Legends』に登場している。